# Phú Thọ, Thủ Dầu Một
Phú Thọ là một phường cũ thuộc thành phố Thủ Dầu Một, tỉnh Bình Dương, Việt Nam.

## Địa lý
Phường Phú Thọ nằm ở phía nam thành phố Thủ Dầu Một, cách trung tâm thành phố 3 km, có vị trí địa lý: 
- Phía đông giáp phường Phú Hòa
- Phía tây giáp Thành phố Hồ Chí Minh qua sông Sài Gòn
- Phía nam giáp thành phố Thuận An
- Phía bắc giáp phường Chánh Nghĩa.

Phường Phú Thọ có diện tích 4,90 km², dân số năm 2021 là 18.162 người, mật độ dân số đạt 3.707 người/km².

## Hành chính
Phường Phú Thọ được chia thành 7 khu phố: 2, 3, 4, 5, 6, 7, 8.

## Lịch sử
Dưới thời Việt Nam Cộng hòa, địa bàn phường Phú Thọ hiện nay thuộc xã Phú Cường, quận Châu Thành, tỉnh Bình Dương.
Sau năm 1975, xã Phú Cường được chia thành ba đơn vị hành chính là phường Phú Cường, phường Chánh Nghĩa và xã Phú Thọ.
Ngày 28 tháng 5 năm 1997, Chính phủ ban hành Nghị định 54-CP. Theo đó, thành lập phường Phú Thọ trên cơ sở toàn bộ diện tích và dân số của xã Phú Thọ.
Sau khi thành lập, phường Phú Thọ có 504 ha diện tích tự nhiên và 10.163 người.
Ngày 10 tháng 12 năm 2003, Chính phủ ban hành Nghị định số 156/2003/NĐ-CP. Theo đó, điều chỉnh 24 ha diện tích tự nhiên và 1.211 người của phường Phú Thọ về phường Phú Hòa quản lý.
Sau khi điều chỉnh, phường Phú Thọ còn lại 526 ha diện tích tự nhiên và 13.833 người.
Ngày 9 tháng 6 năm 2008, Chính phủ ban hành Nghị định số 73/2008/NĐ-CP. Theo đó, điều chỉnh 35,4 ha diện tích tự nhiên và 2.381 người của phường Phú Thọ về phường Chánh Nghĩa quản lý.
Sau khi điều chỉnh, phường Phú Thọ còn lại 475,04 ha diện tích tự nhiên và 19.681 người.

## Văn hóa
- Sân vận động Gò Đậu
- Siêu thị Metro Bình Dương
- Nhà máy đường Bình Dương (hoạt động từ năm 1946 nay ngưng hoạt động)
- Cảng Bà Lụa
- Đình thần Phú Cường (Bà Lụa)
- Chợ Phú Thọ (Phú Văn)
- Thánh thất Phú Thọ
- Giáo xứ Phú Thọ.